# Filmografia di Louis Feuillade
Di seguito sono elencati i film diretti, sceneggiati e prodotti da Louis Feuillade.  Secondo l'Internet Movie Database, Feuillade diresse 662 film tra il 1906 e il 1924.
1906 - 1907 - 1908 - 1909 - 1910 - 1911 - 1912 - 1913 - 1914 - 1915 - 1916 - 1917 - 1918 - 1919 - 1921 - 1922 - 1923 - 1924

## Regista

### 1906
- Un coup de vent (1906)
- Tartarin de Toulouse (1906)
- Mireille  (1906)
- Mais n'te promène donc pas toute nue (1906)
- Les Deux Gosses (1906)
- Le Bon Écraseur (1906)
- Le Billet de banque (1906)
- La Porteuse de pain (1906)
- Course de taureaux à Nîmes co-regia Alice Guy (1906)

### 1907
- Un premier prix de gymnastique  (1907)
- Un paquet embarrassant (1907)
- Un noyé (1907)
- Un facteur trop ferré (1907)
- Une héroïne de quatre ans (1907)
- Un bon hôtel (1907)
- Un accident d'auto (1907)
- Toujours tout droit! (1907)
- Satan fait la noce (1907)
- Romance sentimentale (1907)
- Pensée d'automne (1907)
- On a volé mon vélo (1907)
- Nettoyage par le vide (1907)
- L'Oncle à héritage (1907)
- Le Verglas (1907)
- Le Témoignage de l'enfant (1907)
- L'Estafette (1907)
- Les Oignons font pleurer (1907)
- Les Gendarmes (1907)
- Les Fiancés (1907)
- Les Effets de la chaleur (1907)
- Le Roman de la pécheresse (1907)
- Le Récit du colonel (1907)
- Le Petit Abbé (1907)
- Le Noël de l'ouvrier (1907)
- L'Enfant bien gardée (1907)
- Le Mari modèle (1907)
- Le Lit à roulettes (1907)
- Le Jaloux puni (1907)
- Le Gêneur (1907)
- Le Frotteur (1907)
- Le Drapeau (1907)
- Le Docteur Coupe-Toujours (1907)
- Le Colonial (1907)
- L'Éclaireur (1907)
- Le Cavalier novice (1907)
- Le Bonnet à poil (1907)
- Le Bilboquet homéopathique (1907)
- La Vengeance corse (1907)
- L'Auto-remorque (1907)
- La Tignasse de Jean-Marie (1907)
- La Sirène (1907)
- La Puce
- L'asino recalcitrante (L'Âne récalcitrant) (1907)
- La Fille du faux-monnayeur (1907)
- La Fiancée du volontaire (1907)
- La Femme du contrebandier (1907)
- La Dame de Pézenas (1907)
- La Course aux potirons (1907)
- La Bous-bous-mie (1907)
- Il pleut, bergère (1907)
- Histoire d'un mari et d'un chapeau (1907)
- Grand-père et le Petit Chat (1907)
- Fumée sans feu (1907)
- Faux Départ (1907)
- Course à la saucisse (1907)
- Chien et chemineau (1907)
- C'est papa qui prend la purge o C'est Papa qui a pris la Purge con Max Linder (1907)
- Le Thé chez la concierge (1907)
- La Course des belles-mères (1907)
- L'Homme aimanté (1907)
- La Fontaine de jouvence (1907)

### 1908
- Un tic (1908)
- Une nuit agitée (1908)
- Nouvelle histoire de Puce (1908)
- Maman n'ira plus à la fête (1908)
- L'Usurier (1908)
- Lucrèce (1908)
- L'orfanella (L'Orpheline) (1908)
- L'Invention de la poudre (1908)
- L'Innocent (1908)
- L'Infidèle (1908)
- L'Inconsciente Salomé (1908)
- L'incendiario (L'incendiaire) (1908)
- Le Vieux Cheminot (1908)
- Le Vieux Berger (1908)
- Le Tabac de grand-père (1908)
- Les Noces Blanches (1908)
- Les Deux Guides (1908)
- L'Esclave (1908)
- Les Chansons ont leur destin  (1908)
- Le Roman du matelot (1908)
- Il romanzo di Luigia (Le Roman de soeur Louise) (1908)
- Le Remords (1908)
- Le Rapt (1908)
- Le Petit Innocent (1908)
- L'Enfance charitable (1908)
- Le Furoncle (1908)
- Le Devoir (1908)
- Le Clairon (1908)
- Le Calvaire d'une ouvrière (1908)
- L'Attentat (1908)
- La Traite (1908)
- La Servante (1908)
- La Ronde des djins (1908)
- La Roche au trésor (1908)
- Amore e Psiche (L'Amour et Psyché) (1908)
- L'Ami des chiens (1908)
- La Légende de Narcisse (1908)
- La Journée d'un non-gréviste (1908)
- La Fiancée du maître d'armes (1908)
- La Fiancée du forgeron (1908)
- La Dévoyée (1908)
- La Dame de compagnie (1908)
- La Chemise d'un homme heureux (1908)
- La Canne du douanier (1908)
- Histoire vécue (1908)
- Histoire de puce (1908)
- Drame de la misère (1908)
- Daniel dans la fosse aux lions (1908)
- Ayez pitié d'un pauvre aveugle (1908)
- Le Violon (1908)
- La Légende de la fileuse (1908)
- Le Retour du croisé (1908)
- Serment de fiancés (1908)
- Prométhée (1908)
- Les Agents tels qu'on nous les présente (1908)
- Une dame vraiment bien, co-regia Romeo Bosetti (1908)

### 1909
- Vers le Pôle Sud (1909)
- Vanité (1909)
- Un premier amour (1909)
- Tu ne tueras point (1909)
- Rayons et Ombres (1909)
- Probité mal récompensée (1909)
- Pauvre Chiffonnier (1909)
- Matelot (1909)
- Madame Bernard o La Sentimentalité de Madame Bernard (1909)
- Loin du bagne (1909)
- L'Indifférente (1909)
- L'Imagier du Mont Saint-Michel o La Légende de l'imagier (1909)
- L'Idée du pharmacien (1909)
- Le Voile des nymphes (1909)
- Les Vieux (1909)
- Lo spettro del convento (Le Spectre) (1909)
- Le Spadassin (1909)
- Les Deux Sœurs (1909)
- Les Deux Mères (1909)
- Le Régiment de Sambre-et-Meuse (1909)
- Le Puits (1909)
- Le Péché d'une mère (1909)
- L'Épave (1909)
- Il paralitico (Le Paralytique) (1909)
- Le Noël du vagabond (1909)
- Le Miroir hypnotique (1909)
- Le Mirage (1909)
- Le Mensonge de soeur Agnès (1909)
- Le Huguenot (1909)
- Le Fou (1909)
- Le Domino rouge (1909)
- Le Collier de la reine, co-regia Étienne Arnaud (1909)
- L'Aveugle de Jérusalem (1909)
- La Vengeance posthume du docteur William (1909)
- La Redingote (1909)
- La Mort de sire de Framboisy (1909)
- La Lettre anonyme (1909)
- La Fiancée du batelier (1909)
- La Fée des grèves (1909)
- La Contrebandière (1909)
- La Chasse au bois hanté (1909)
- La Bouée (1909)
- La Boîte de Pandore (1909)
- La culla galleggiante (La Berceuse) (1909)
- La Bague (1909)
- Il primo idillio di Pallottolino (Idylle corinthienne) (1909)
- Les Heures - Épisode 1: L'Aube, l'aurore (1909)
- Les Heures - Épisode 2: Le Matin, le jour (1909)
- Les Heures - Épisode 3: Midi, la vesprée, le crépuscule (1909)
- Les Heures - Épisode 4: Le Soir, la nuit (1909)
- Voleurs d'enfants (1909)
- Le Printemps - Épisode 1: L'Éveil des sources - L'Éveil des nids
- Le Printemps - Épisode 2: Sur les étangs - L'Amour chef d'orchestre
- Le Printemps - Épisode 3: La Becquée - Dans les vergers
- Le Printemps - Épisode 4: Les Jeux et les Ris - Floréal
- La Mère du moine (1909)
- Judith et Holopherne (1909)
- Vainqueur de la course pédestre (1909)
- La Possession de l'enfant (1909)
- Le Savetier et le Financier (1909)
- La Mort de Mozart, co-regia Étienne Arnaud (1909)
- La Légende des phares (1909)
- Le Mort, co-regia Bahier (1909)
- La Chatte métamorphosée en femme (1909)
- Fra Vincenti (1909)
- Les Filles du cantonnier (1909)
- La Mort de Cambyse (1909)
- La Cigale et la Fourmi (1909)
- La croce dei valorosi (La croix de l'empereur) (1909)

### 1910
- Un drame aux Indes (1910)
- Roland à Ronceveaux (1910)
- Petits poèmes antiques o Poèmes antiques (1910)
- Pauvre Toutou (1910)
- Pauvre Petit (1910)
- Pâques florentines (1910)
- Lisistrata (Lysistrata ou La Grève des baisers) (1910)
- L'Oeuvre accomplie
- L'ideale di Arias (L'Idéal d'Arias) (1910)
- L'Honneur du scaphandrier (1910)
- L'eredità nascosta (L'Héritage) (1910)
- L'Habit neuf (1910)
- Le Tricheur (Le Tricheur ou Le Grec) (1910)
- Les rois n'épousent pas les bergères
- Les Parents de l'enfant prodigue (1910)
- Le sorcier (1910)
- Le Secret du corsaire rouge (1910)
- I carbonari (Les Carbonari) (1910)
- Le Quart d'heure de Rabelais (1910)
- Le Petit Reporter (1910)
- Le Petit Acrobate (1910)
- Le Pater (1910)
- Le Passé (1910)
- Le Pain quotidien (1910)
- Il fanciullo rapito (L'Enfant disgracié) (1910)
- Le Miroir (1910)
- Le Matelot criminel (1910)
- Le Martyre d'une femme (1910)
- Le Lys d'or, co-regia di Léonce Perret (1910)
- Le Louis de vingt francs (1910)
- Le Journal d'une orpheline (1910)
- Le Fil de la vierge (1910)
- Le Festin de Balthazar (1910)
- Le Christ en croix (1910)
- Le Chien reconnaissant (1910)
- La Voix du père (1910)
- La Vie de Pouchkine (1910)
- La Sacoche (1910)
- La Mauvaise Nouvelle (1910)
- La Justicière (1910)
- La fine di Paganini (La Fin de Paganini), co-regia di Étienne Arnaud (1910)
- La fidanzata del volontario (La Fiancée du conscrit) (1910)
- La Couronne de roses (1910)
- La Chevrière (1910)
- La Brouille (1910)
- Jeunesse, co-regia di Léonce Perret (1910)
- Conscience de fou (1910)
- Cœur de père (Cœur de père), co-regia Maurice de Féraudy (1910)
- Bonne année, co-regia di Léonce Perret (1910)
- Au bord de la faute (1910)
- Les sept péchés capitaux - I - L'orgueil
- Les sept péchés capitaux - II - L'avarice
- Les sept péchés capitaux - III - La luxure
- Les sept péchés capitaux - IV - L'envie
- Les sept péchés capitaux - V - La gourmandise
- Les sept péchés capitaux - VI - La colère
- Les sept péchés capitaux - VII - La paresse
- Le Mauvais hôte (1910)
- La Légende de Midas (1910)
- La Légende de Daphné (1910)
- Esther (1910)
- L'anno mille (L'An Mil o L'An 1000) (1910)
- Maudite soit la guerre (1910)
- Benvenuto Cellini (1910)
- L'Exode (1910)
- Le Roi de Thulé, co-regia di Étienne Arnaud (1910)
- L'avventuriera (L'Aventurière) ou Les Cigarettes narcotiques (1910)
- Mater dolorosa (1910)
- La Nativité (1910)
- La Faute d'une autre (1910)
- Bébé Apache (1910)
- Milleottocentoquattordici (Mil huit cent quatorze o 1814) (1910)
- L'ultima trovata di Bebé (La Trouvaille de Bébé) (1910)
- Bebé pescatore (Bébé pêcheur) (1910)
- Bébé fume (1910)

### 1911
- Verso l'ideale (Vers l'idéal) (1911)
- Une belle dame passa (1911)
- Thais (Thaïs) (1911)
- Tant que vous serez heureux (1911)
- Marie Stuart et Rizzio (1911)
- Maître chanteur (1911)
- L'Heure qui tue (1911)
- L'Héritage du demi-solde (1911)
- Le Tyran de Syracuse (1911)
- Il tesoro (Le Trésor o Le Bas de laine) (1911)
- Les Yeux clos (1911)
- Manette (Les Menottes) (1911)
- Les Capuchons noirs (1911)
- Le Roi (1911)
- Le rêve passe  (1911)
- Le Poison (1911)
- L'Enlèvement de tante Ursule (1911)
- Le Mariage de l'aînée (1911)
- Le Fils de la reine aveugle (1911)
- Le Crime inutile (1911)
- Le Chef-lieu de canton (1911)
- La Vie telle qu'elle est (1911)
- La Suspicion (1911)
- La Souris blanche (1911)
- La Révolution française (1911)
- La lettera smarrita (La Lettre égarée) (1911)
- La Fiancée d'Éole (1911)
- Flora e Zeffiro (Flore et Zéphir) (1911)
- Bébé sur la Canebière (1911)
- Bebé moretto (Bébé nègre) (1911)
- Bebé moralista (Bébé moraliste) (1911)
- Bebé artista cinematografico (Bébé joue au cinéma) (1911)
- Bebé geloso (Bébé flirte) (1911)
- Bébé est sourd (1911)
- André Chénier (1911)
- Dans la vie, co-regia di Léonce Perret (1911)
- Bébé philanthrope (1911)
- Bébé millionnaire (1911)
- Bébé a lu la fable (1911)
- Figlio di Locusta (Le Fils de Locuste) (1911)
- Les Doigts qui voient, co-regia di Georges-André Lacroix (1911)
- Bébé prestidigitateur (1911)
- Bébé fait de l'hypnotisme (1911)
- La lettera dai sigilli rossi (La Lettre aux cachets rouges) (1911)
- Sous le joug (1911)
- La Prêtresse de Carthage (1911)
- La vipera (Les Vipères) (1911)
- La Fille du juge d'instruction (1911)
- Bebé erbivendolo (Bébé marchand des quatre-saisons) (1911)
- Bébé agent d'assurances (1911)
- Bébé court après sa montre (1911)
- Bebé e la domestica (Bébé fait chanter sa bonne) (1911)
- Bébé a le béguin (1911)
- Le Fils de la Sunamite (1911)
- La Fugue de Bébé (1911)
- Le Roi Lear au village (1911)
- Le Bracelet de la marquise (1911)
- Les Petites Apprenties (1911)
- Bebé si sceglie la zia (Bébé marie son oncle) (1911)
- Bébé chemineau (1911)
- Bébé à la ferme  (1911)
- Bébé roi (1911)
- En grève (1911)
- Le Trafiquant, co-regia di Léonce Perret (1911)
- L'Aventurière, dame de compagnie (1911)
- Fidélité romaine (1911)
- Bébé la terreur (1911)
- Bebé atleta (Bébé Hercule) (1911)
- Bébé et son âne (1911)
- Come Bebé paga l'affitto (Bébé et sa propriétaire)  (1911)
- La Tare (1911)
- La vergine d'Argos (La Vierge d'Argos) (1911)
- Bébé et la Danseuse (1911)
- Bebé protegge la sorella (Bébé protège sa sœur) (1911)
- Le Trust, ou les Batailles de l'argent (1911)
- Héliogabale (L'Orgie romaine) (1911)
- Il natale di Bebé (Le Noël de Bébé) (1911)
- Bebé lotta alla giapponese (Bébé pratique le jiu-jitsu) (1911)
- Bébé corrige son père (1911)
- Carlo VI (Charles VI) (1911)
- Bébé fait son problème (1911)
- Bébé est socialiste (1911)
- Bébé est neurasthénique  (1911)
- Bebé candidato al matrimonio (Bébé candidat au mariage) (1911)
- Bebè alla vigilia delle feste pasquali (Les Oeufs de Pâques de Bébé) (1911)
- Bebé a Tripoli (Bébé au Maroc)

### 1912
- Voisins et Voisines (1912)
- Un cas de conscience (1912)
- Sous la livrée (1912)
- Napoléon (1912)
- Occhi spenti (Les Yeux qui meurent) (1912)
- Le Suicide de Bébé (1912)
- Les Noces siciliennes (1912)
- Les Braves Gens (1912)
- Ponte del tradimento (Le Pont sur l'abîme) (1912)
- La Petite Volontaire (1912)
- La Fin d'une révolution américaine (1912)
- La Fille du margrave, co-regia di Léonce Perret (1912)
- La Demoiselle du notaire (1912)
- Jeune fille moderne (1912)
- Compliments sincères (1912)
- Il conte chauffeur (Chauffeur par amour) (1912)
- Bebé vuol pagare i debiti (Bébé veut payer ses dettes) (1912)
- Bebé tira al bersaglio (Bébé tire à la cible) (1912)
- Bebé e il vecchio cicisbeo (Bébé et le Vieux Marcheur) (1912)
- Bébé est myope (1912)
- Bebé femminista (Bébé devient féministe) (1912)
- Bébé est au silence (1912)
- Quand les feuilles tombent (1912)
- La casa degli spiriti (La Maison de la peur anche conosciuto come La Maison hantée) (1912)
- Le Destin des mères (1912)
- Aux lions les chrétiens  (1912)
- Le Mort vivant (1912)
- Bébé somnambule (1912)
- Il Prigioniero di Roncas (La prison sur le gouffre - I - 3 brumaire an V)
- Il Prigioniero di Roncas (La prison sur le gouffre - II - Intimité)
- Il Prigioniero di Roncas (La prison sur le gouffre - III - La vengeance)
- Il Prigioniero di Roncas (La prison sur le gouffre - IV - Sur l'abîme)
- Il Prigioniero di Roncas (La prison sur le gouffre - V - L'autre vengeance)
- Il Prigioniero di Roncas (La prison sur le gouffre - VI - Le pardon)
- Dans la brousse (1912)
- Le campane di Pasqua (Les Cloches de Pâques) (1912)
- Le nozze di Bebé (Bébé marie sa bonne) (1912)
- Bebé e i suoi nonni (Bébé et ses grands-parents) (1912)
- Bébé a la peste (1912)
- Zia Mariù (Tante Aurore), co-regia di Georges-André Lacroix (1912)
- La Maison des lions (1912)
- L'Accident (1912)
- Le Château de la peur (1912)
- C'est Bébé qui boit le muscat (1912)
- Androcle (Androclès) (1912)
- Le Proscrit (1912)
- La Cassette de l'émigrée (1912)
- Bebé e la lettera anonima (Bébé et la Lettre anonyme) (1912)
- Bebé attacca i francobolli (Bébé colle les timbres) (1912)
- Premeditazione (Préméditation) (1912)
- Disgrazie di un testimonio (Le Témoin) (1912)
- Bébé jardinier (1912)
- Bébé et le Satyre (1912)
- Bebé farmacista (Bébé chez le pharmacien) (1912)
- La tormenta (Le Tourment), co-regia di Léonce Perret (1912)
- Bebé adotta un fratello (Bébé adopte un petit frère) (1912)
- Le lozioni capillari di Bebé (Bébé artiste capillaire) (1912)
- Le Cœur et l'Argent, co-regia Léonce Perret (1912)
- Napoléon, Bébé et les Cosaques (1912)
- Al paese dei leoni (Au pays des lions) (1912)
- Il nano (Le Nain) (1912)
- L'anneau fatal - I - 1798
- L'anneau fatal - II - 1830
- L'anneau fatal - III - 1912
- Tirteo (Tyrtée) (1912)
- Bébé se noie (1912)
- Bébé et la Gouvernante (1912)
- Amour d'automne (1912)
- L'Oubliette (1912)
- L'Attrait du bouge (1912)
- La Hantise (1912)
- Bebé spiritista (Bébé fait du spiritisme) (1912)
- Le Petit Poucet (1912)
- L'Homme de proie (1912)
- Vita o morte (La Vie ou la Mort) (1912)
- La Vertu de Lucette (1912)
- Haut les mains! (1912)
- Bebé e il banchiere truffatore (Bébé et le Financier)  (1912)
- Bébé est perplexe (1912)
- Bébé, Bout-de-Zan et le Voleur (1912)
- La corsa ai milioni (La Course aux millions) (1912)
- Pallottolino torna dal circo (Bout-de-Zan revient du cirque) (1912)
- Le Noël de Francesca (1912)
- Maleficio (Le Maléfice) (1912)
- Bébé est ange gardien (1912)
- Come Bebè si veste(Bébé s'habille tout seul) (1912)
- Bebé nel baule (Bébé voyage) (1912)
- Bebé trova un portafoglio (Bébé trouve un portefeuille)
- Bebé giudice (Bébé juge)

### 1913
- Le audacie del cuore (Les Audaces de cœur), co-regia di Léonce Perret (1913)
- Il salvadanaio di Pallottolino (La Tirelire de Bout-de-Zan) (1913)
- La morte di Lucrezia (La Mort de Lucrèce) (1913)
- La Conversion d'Irma (1913)
- L'intruso (L'Intruse) (1913)
- Erreur tragique (1913)
- La Vengeance du sergent de la ville (1913)
- Le Revenant (1913)
- Le Mariage de miss Nelly (1913)
- L'agguato (Le Guet-apens) (1913)
- Le Bon Propriétaire (1913)
- Bébé s'en va (Bébé en vacances) (1913)
- Occhi che vedono (Les Yeux ouverts) (1913)
- L'avventura di Pallottolino (Une aventure de Bout-de-Zan) (1913)
- Il primo idillio di Pallottolino (La Première Idylle de Bout de Zan) (1913)
- Lo scrigno del Rajah (L'Écrin du Rajah) (1913)
- Le Secret du forçat (1913)
- Le Browning (1913)
- Angosce d'anime (L'Angoisse) (1913)
- Pallottolino cantante girovago (Bout de Zan chanteur ambulant) (1913)
- L'Éducation de Bout-de-Zan (1913)
- Pallottolino fa un'inchiesta (Bout de Zan fait une enquête) (1913)
- Pallottolino e il cane poliziotto (Bout de Zan et le Chien de police) (1913)
- Bout-de-Zan vole un éléphant (1913)
- Fantômas - À l'ombre de la guillotine (1913)
- Les Chasseurs de lions (1913)
- Il menestrello di Bretagna (Le Ménestrel de la reine Anne) (1913)
- La Petite Danseuse (1913)
- Bout-de-Zan et le Chien ratier (1913)
- Bout-de-Zan fait les commissions (1913)
- Le ciliegie di Pallottolino (Les Cerises de Bout de Zan) (1913)
- Pallottolino al ballo mascherato (Bout de Zan au bal masqué) (1913)
- Pallottolino si getta dalla finestra (Bout de Zan regarde par la fenêtre) (1913)
- Pallottolino e la sua piccola amica (Bout de Zan et sa petite amie) (1913)
- Pallottolino e il pescatore (Bout de Zan et le Pêcheur) (1913)
- Juve contro Fantomas (Juve contre Fantômas) (1913)
- Tiny Tim's Elopement
- Pallottolino ambasciatore (Bout de Zan et le Mannequin) (1913)
- Pallottolino ed il coccodrillo (Bout de Zan et le Crocodile) (1913)
- Pallottolino e il vagabondo (Bout de Zan et le cheminot)  (1913)
- La Gardienne du feu - I - La Salomé de Régis Méral
- La Gardienne du feu - II - La sonate à l'aînée
- La Gardienne du feu - III - Le calvaire
- La Robe blanche (1913)
- L'agonia di Bisanzio (L'Agonie de Byzance) (1913)
- Pallottolino e il leone (Bout de Zan et le Lion) (1913)
- Il morto che uccide (Fantômas - Le Mort qui tue) (1913)
- Oscar imprésario
- Le strenne di Pallottolino (Les Étrennes de Bout de Zan) (1913)
- La mummia (La Momie)
- La Marche des rois
- Au gré des flots
- Pallottolino si diverte (Bout de Zan s'amuse) (1913)
- I milioni della cameriera (Les Millions de la bonne)
- Oscar pompier par amour
- Un scandale au village, co-regia Maurice Mariaud (1913)
- Un drame au Pays Basque (1913)
- S'affranchir - I - La Conquête du bonheur (1913)
- S'affranchir - II - Sous le ciel d'Italie (1913)
- S'affranchir - III - En garnison (1913)
- Oscar suivra toujours (1913)
- Oscar séquestré (1913)
- Dolcini in trappola (Oscar pris au piège) (1913)
- Oscar fait ses neuf jours (1913)
- Oscar exagère (1913)
- Dolcini e il tic dei Tremolada (Oscar et le tic de Barbassol) (1913)
- Oscar ermite (1913)
- Oscar en villégiature (1913)
- Oscar au bain (1913)
- Oscar a pris les femmes en horreur (1913)
- Oscar a des chevaux de course (1913)
- Le Valet de coeur (1913)
- Les Souhaits de Bout-de-Zan (1913)
- Les Ananas (1913)
- Il tiro di Pallottolino (Le Crime de Bout-de-Zan) (1913)
- L'Effroi, co-regia di Georges-André Lacroix (1913)
- Bout-de-Zan en vacances (1913)
- Bonne année (1913)

### 1914
- L'Illustre Mâchefer
- Sonnambulismo (Les Somnambules)
- L'Épreuve
- La Rencontre
- La piccola andalusa (La Petite Andalouse)
- Pepita la gitanilla (La Gitanella)
- Bout-de-Zan et l'Espion (1914)
- Bout-de-Zan et le Père Ledru (1914)
- Bout-de-Zan a la gale (1914)
- The Wooing of the Sales Lady
- Pallottolino e il delitto del telefono (Bout de Zan et le Crime au téléphone) (1914)
- Fantomas contro Fantomas (Fantômas contre Fantômas) (1914)
- Pallottolino fuma (Bout de Zan et le Cigare) (1914)
- Hotel della stazione (L'Hôtel de la gare) (1914)
- Le diamant du sénéchal
- Manon di Montmartre (Manon de Montmartre)
- Bout-de-Zan vaudevilliste (1914)
- Bout-de-Zan écrit ses maximes (1914)
- Pallottolino ha il verme solitario (Bout de Zan a le ver solitaire) o (Bout de Zan et le Ver solitaire) (1914)
- Les Lettres (1914)
- Giocondo, l'uomo che sorride a tutto il mondo (Le Jocond) (1914)
- Pasqua di liberazione (Pâques rouges) (1914)
- L'enfant de la roulotte (1914)
- Pallottolino pugilatore (Bout de Zan pugiliste) (1914)
- Pallottolino pacifista (Bout de Zan pacifiste) (1914)
- Pallottolino è innamorato del piccolo spazzacamino (Bout de Zan et le Ramoneur) (1914)
- Le gendarme est sans culotte
- Le Faux Magistrat (1914)
- Severo Torelli (1914)
- Pallottolino uomo di proposito (Les Résolutions de Bout de Zan)  (1914)
- Il Calvario (Le Calvaire) (1914)
- Pallottolino droghiere (Bout de Zan épicier) (1914)
- Tu n'épouseras jamais un avocat (1914)
- Bout-de-Zan et le Sac de noix (1914)
- Pallottolino in campagna (Bout de Zan en villégiature)  (1914)
- Les Fiancés de Séville  (1914)
- Il coffanetto di Toledo (Le Coffret de Tolède) (1914)
- Les fiancés de 1914
- Il natale di Pallottolino (Le Noël de Bout de Zan) (1914)
- La neuvaine
- Castellana (La châtelaine) (1914)

### 1915
- Son or (1915)
- L'ombra della morte (L'Ombre de la mort) (1915)
- Il foruncolo (Le Furoncle) (1915)
- La collana di perle (Le Collier de perles) (1915)
- Il blasone (Le Blason) (1915)
- Angoscia al focolare (L'Angoisse au foyer) (1915)
- Jeunes filles d'hier et d'aujourd'hui (1915)
- Deux Françaises (1915)
- Celui qui reste (1915)
- Pallottolino e lo spettro (Bout de Zan et le Fantôme) (1915)
- L'espiazione (L'Expiation) (1915)
- Sacra unione (Union sacrée) (1915)
- La scappata di Giocondo (L'Escapade de Filoche) (1915)
- Fifì tamburino (Fifi tambour) (1915)
- Il sosia (Le Sosie) (1915)
- Nozze d'argento (Les Noces d'argent) (1915)
- Il romanzo della Midinette (Le Roman de la midinette) (1915)
- Ferro da cavallo (Le Fer à cheval) (1915)
- Pallottolino e il cacciatore (Bout-de-Zan et l'Embusqué) (1915)
- Pallottolino infermiere (Bout-de-Zan infirmier) (1915)
- Pallottolino negromante (Bout-de-Zan sorcier) (1915)
- Pallottolino e i contrabbandieri della riviera (Bout-de-Zan et les Contrebandiers de la rivière) (1915)
- Pallottolino e il poilu (Bout-de-Zan et le Poilu) (1915)
- I vampiri (Les Vampires) (1915)
- Les Vampires: La Tête coupée  (1915)
- Les Vampires: La Bague qui tue (1915)
- Il crittogramma rosso (Les Vampires: Le Cryptogramme rouge) (1915)
- Il natale del soldato (Le Noël du poilu) (1915)

### 1916
- Lo zio di Pallottolino (L'Oncle de Bout de Zan) (1916)
- Pallottolino in guerra (Bout-de-Zan va t'en guerre) (1916)
- L'Ombre tragique (1916)
- Le Prix du pardon (1916)
- È per gli orfanelli (C'est pour les orphelins) (1916)
- Lo spettro (Les Vampires: Le Spectre) (1916)
- L'evasione del morto (Les Vampires: L'Evasion du mort) (1916)
- Pallottolino segretario galante (Bout de Zan veut s'engager) (1916)
- Mazamette milionario (Les Vampires: Les Yeux qui fascinent) (1916)
- Il colonnello Bontemponi (Le Colonel Bontemps) (1916)
- Pallottolino volontario (Bout de Zan est patriote) (1916)
- Satana (Les Vampires: Satanas) (1916)
- Il padrone della folgore (Les Vampires: Le Maître de la foundre) (1916)
- Sposi di un giorno (Les Mariés d'un jour) (1916)
- Vendetta a Pallottolino (Bout de Zan se venge) (1916)
- L'uomo dai veleni (Les Vampires: L'Homme des poisons) (1916)
- Nozze di sangue (Les Vampires: Les Noces sanglantes) (1916)
- Le furberie di Giocondo (Les Fourberies de Pingouin) (1916)
- Pallottolino e la servetta (Bout de Zan et la Gamine) (1916)
- Il fidanzamento di Giocondo (Les Fiançailles d'Agénor) (1916)
- Le Malheur qui passe (1916)
- Le Double jeu co-regia Charles Burguet (1916)
- La scampagnata di Giocondo (C'est le printemps) (1916)
- Bout-de-Zan et la Torpille (1916)
- Giocondo poeta (Le Poète et sa folle amante) (1916)
- L'Aventure des millions (1916)
- Un mariage de raison
- Notre pauvre coeur
- Il ritorno di Giocondo (Le Retour de Manivel)
- Judex (1916)
- Giocondo suicida per amore (Si vous ne m'aimez pas) (1916)
- La Peine du talion (1916)
- Giocondo apache (Lagourdette, gentleman cambrioleur) (1916)

### 1917
- L'ombra misteriosa (Judex: Prologue + L'ombre mystérieuse)
- L'espiazione (Judex: L'expiation)
- La muta fantastica (Judex: La meute fantastique)
- Il segreto di una tomba (Judex: Le secret de la tombe)
- Il mulino tragico (Judex: Le moulin tragique)
- Judex: Le môme réglisse
- La dama in nero (Judex: La Femme en noir)
- I sotterranei del Castello Rosso (Judex: Les souterrains du château rouge)
- La ladra di bambini (Judex: Lorsque l'enfant parut)
- Il cuore di Giacomina o Le terribili avventure di Giacomina (Judex: Le secret de Jacqueline)
- L'ondina (Judex: L'ondine... et Sirène)
- Perdono d'amore (Judex: Le pardon d'amour)
- L'implacabile (La Déserteuse) (1917)
- Le Passé de Monique (1917)
- Mon Oncle (1917)
- Débrouille-toi (1917)
- La Femme fatale (1917)
- Herr Doktor (1917)
- Le Bandeau sur les yeux (1917)
- L'Autre (1917)
- Le nuove avventure di Judex (La Nouvelle Mission de Judex) (1917)
- La Fugue de Lily (1917)

### 1918
- I novellini (Les Petites Marionnettes) (1918)
- Aide-toi (1918)
- Vendemmiale (Vendémiaire) (1918)
- Tih Minh (1918)

### 1919
- L'Homme sans visage (1919)
- L'ingranaggio (L'Engrenage) (1919)
- Dramma nella notte (Le Nocturne) (1919)
- Tragedie misteriose (L'Énigme) (1919)
- Barrabas (1919)

### 1921
- Due birichine a Parigi (Les Deux Gamines) (1921)
- Zidore ou les métamorphoses (1921)
- Séraphin ou les jambes nues (1921)
- La figlia del cacciatore d'Africa (L'Orpheline) (1921)
- Saturnin ou le bon allumeur (1921)
- Gustave est médium (1921)
- Parisette (1921)
- Marjolin ou la fille manquée (1921)

### 1922
- Gaëtan ou le commis audacieux (1922)
- Il filibustiere (Le Fils du flibustier) (1922)

### 1923
- La sepolta di S. Estelle (Vindicta) (1923)
- Le Gamin de Paris (1923)
- La Gosseline (1923)

### 1924
- Le Stigmate (serial), co-regia Maurice Champreux  (1924)
- La Fille bien gardée (1924)
- L'Orphelin de Paris (1924)
- Pierrot, Pierrette (1924)
- Lucette, co-regia Maurice Champreux (1924)